# نصف‌النهار ۷۱ درجه غربی
نصف‌النهار ۷۱ درجه غربی ۷۱مین نصف‌النهار غربی از گرینویچ است که از لحاظ زمانی 4ساعت و 44دقیقه با گرینویچ اختلاف زمانی دارد.
این نصف‌النهار از قطب شمال شروع و از مناطق زیر گذشته و به قطب جنوب ختم می‌شود.
- اقیانوس اطلس
- آمریکای لاتین
- کانادا
- ایالات متحده آمریکا